# Sibon longifrenis
Sibon longifrenis är en ormart som beskrevs av Stejneger 1909. Sibon longifrenis ingår i släktet Sibon och familjen snokar. Inga underarter finns listade i Catalogue of Life.
Arten förekommer i Centralamerika från Honduras till Panama. Honor lägger ägg.